# Gesù Divin Maestro alla Pineta Sacchetti
Gesù Divin Maestro alla Pineta Sacchetti je kardinálský titulární kostel ustanovený roku 1969 papežem Pavlem VI. Tento kostel se nachází na Via Vittorio Montiglio v Římě. Prvním titulárním kardinálem se stal John Joseph Wright biskup Pittsburghu.

## Titulární kardinálové
| Jméno                    | Funkce                                        | Od          | Do          |
| ------------------------ | --------------------------------------------- | ----------- | ----------- |
| John Joseph Wright       | Biskup Pittsburghu (USA)                      | 30. 4. 1969 | 10. 8. 1979 |
| Thomas Stafford Williams | Emeritní ordinář Nového Zélandu (Nový Zéland) | 2. 2. 1983  | současnost  |